# Örsöd
Örsöd Budapest egyik városrésze a XI. kerületben.

## Fekvése
Újbuda Budaörsi-medencébe nyúló területe. Határai: Budaörsi út Budapest határától – Kőérberki úti aluljáró – Kőérberki út – Poprádi út – Balatoni út – Kétvölgy utca – Kőérberki út – Repülőtéri út – Budapest határa a Budaörsi útig.

## Története
A terület 1847-ben kapta a nevét az addigi német Breiter Marast és Tabaner Hutweide Berg helyett.
A Budaörsi repülőtér, ami nevével ellentétben ma már közigazgatásilag Budapest XI. kerületéhez tartozik, Örsöd városrészben található. Nyugati csücskében, a Keserű-ér (Határ-árok) völgyének szikes rétjein régen keserűvíz források fakadtak.